# Aussonne
Aussonne é uma comuna francesa na região administrativa da Occitânia, no departamento do Alto Garona. Estende-se por uma área de 13.76 km², com 7.187 habitantes, segundo o censo de 2018, com uma densidade de 520 hab/km².